# Pierre Kaffer
Pierre Kaffer, född den 7 november 1976 i Bad Neuenahr, Tyskland, är en tysk professionell racerförare och fabriksförare för Audi Sport.

## Racingkarriär
Kaffer tävlade som ung i det tyska mästerskapet i formel 3, där han blev sexa under sin debtusäsong 1997. Säsongen 1998 avancerade Kaffer till en fjärde plats totalt, innan en tänkt titelutmaning 1999 slutade med en besvikelse och en total åttondeplats. Det blev ytterligare två säsonger i F3 för Kaffer, som säsongen 2000 slutade trea sammanlagt innan han blev fyra 2001. Efter det lämnade han formelbilsracing. 
2002 satsade Kaffer på tyska Porsche Carrera Cup, där han kom på andra plats totalt, innan han blev trea i Porsche Supercup 2003. 
Det gav honom chansen i Audis sportvagnsstall, där han under 2004 körde både Le Mans Series och ALMS. Den säsongen hade Kaffer en känd incident då han körde in i depån med en brinnande bil efter att ha kolliderat med en långsammare bil ute på banan. 
De två följande säsongerna tävlade Kaffer i DTM, där han som bäst blev femma i ett race. 
2008 tävlade Kaffer i ALMS med en GT2-bil och 2009 gick han till toppstallet Risi Competizione för att köra med Jaime Melo i en Ferrari i samma serie.
Han vann Nürburgring 24-timmars 2019.